# Petrochemický průmysl

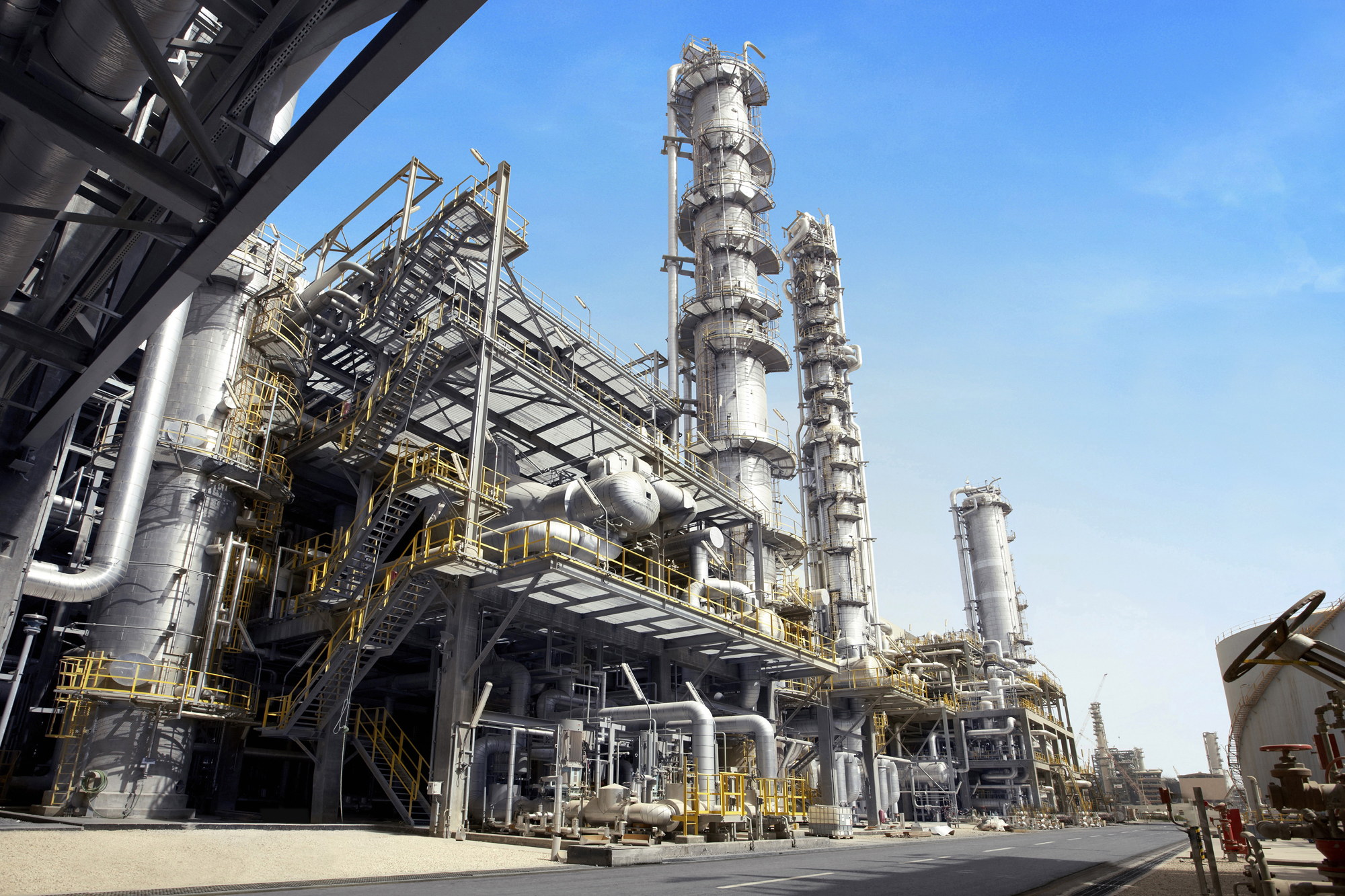
Petrochemické závody v Saúdské Arábii

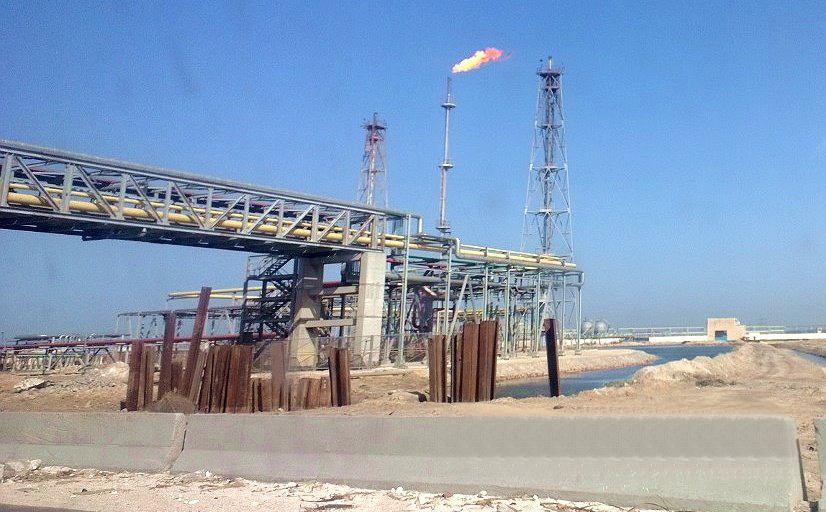
Ropná rafinerie v Egyptě

Petrochemický průmysl je odvětví průmyslu, které se zabývá zpracováním ropy, konkrétně krakováním ropy a zpracováním ropných produktů, jako jsou benzíny, oleje a ostatní látky. Ropa se zpracovává v různých továrnách. Dnes je ropa používána v nejrůznějších průmyslových odvětvích od léků až po textil. Petrochemický průmysl je nejvíce rozvinut v USA, Kanadě, Saúdské Arábii, Rusku a v mnoha dalších zemích.